# Église San Stae
L'église San Stae (Chiesa di San Stae ou Chiesa di Sant'Eustachio e Compagni martiri, soit église de Saint-Eustache-et-ses-Compagnons-martyrs) est une église catholique de Venise, en Italie, dans le quartier de Santa Croce au bord du Grand Canal.

## Localisation
La façade s'ouvre sur le campo San Stae et le Grand Canal. La face nord-ouest et le campanile attenant donnent sur la Salizada San Stae. La face sud-est est limitée par le petit bâtiment de la confrérie des Battioro et des Tiraoro (artisans de l'or), qui sépare l'église du Rio de San Stae.

## Exterieur

Le campo San Stae et le Grand Canal
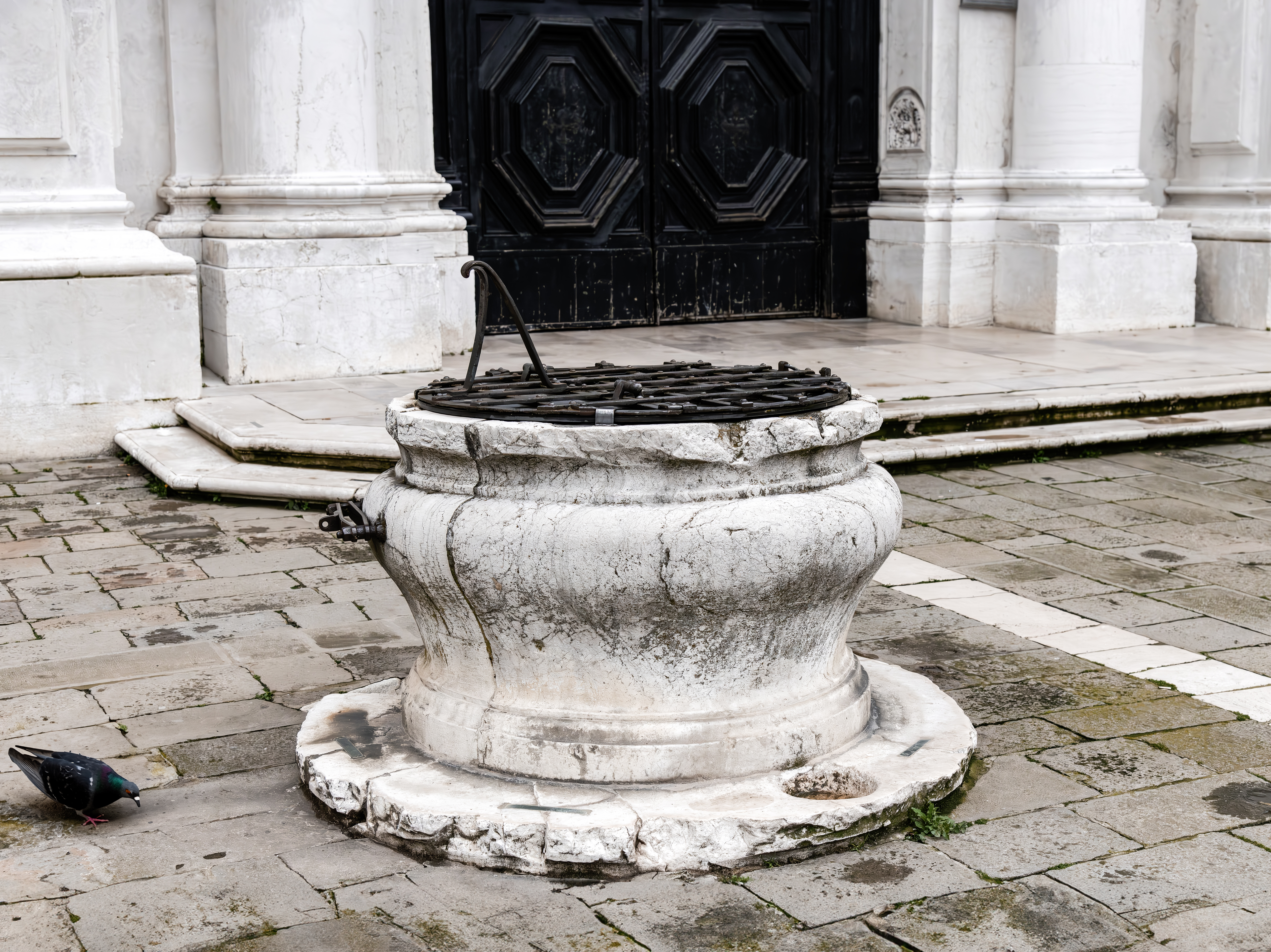
La tête de puits devant l'église
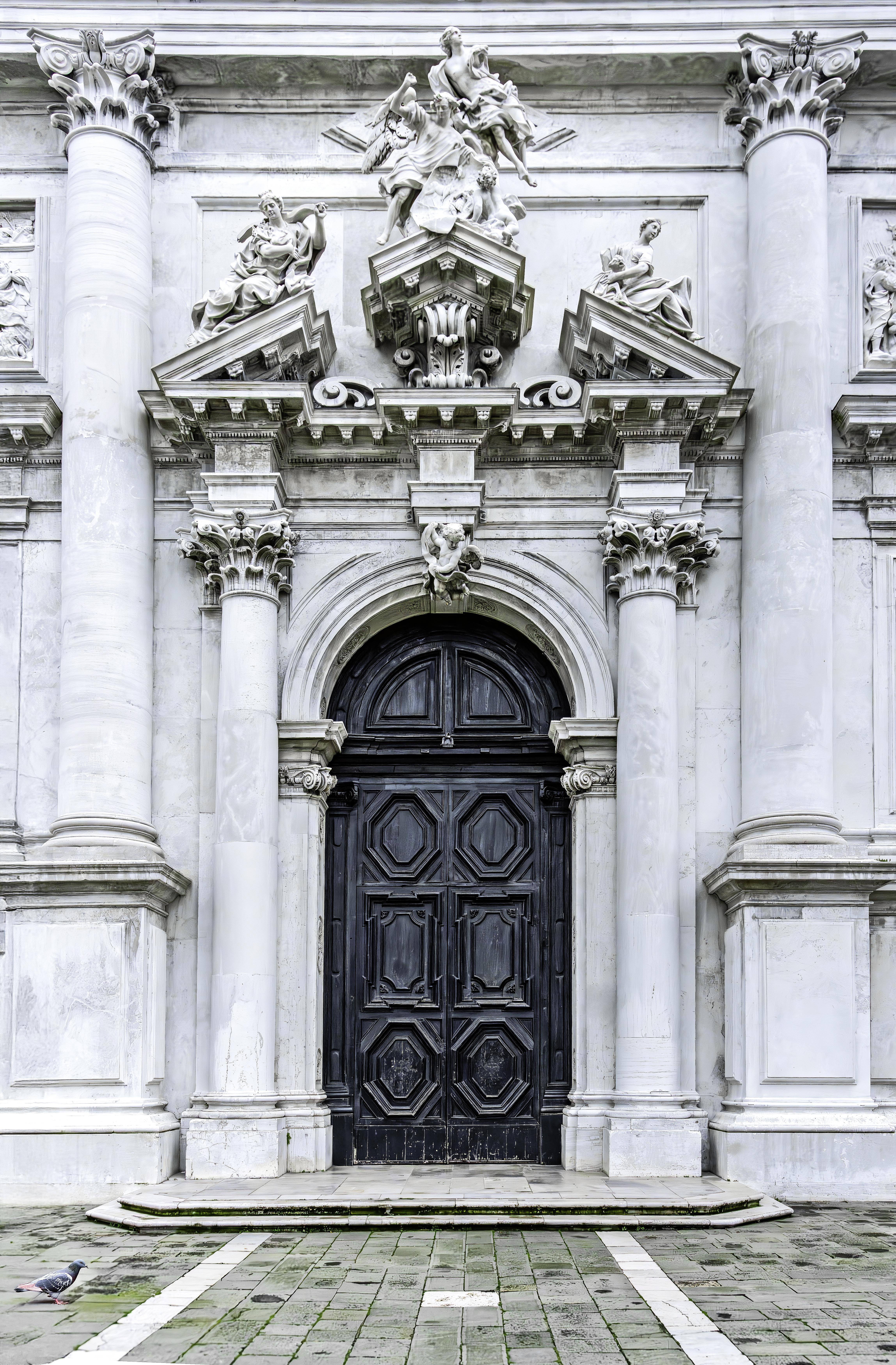
L'entrée principale
Statue de Saint Oswald sur la façade
Statue de Saint Sebastien
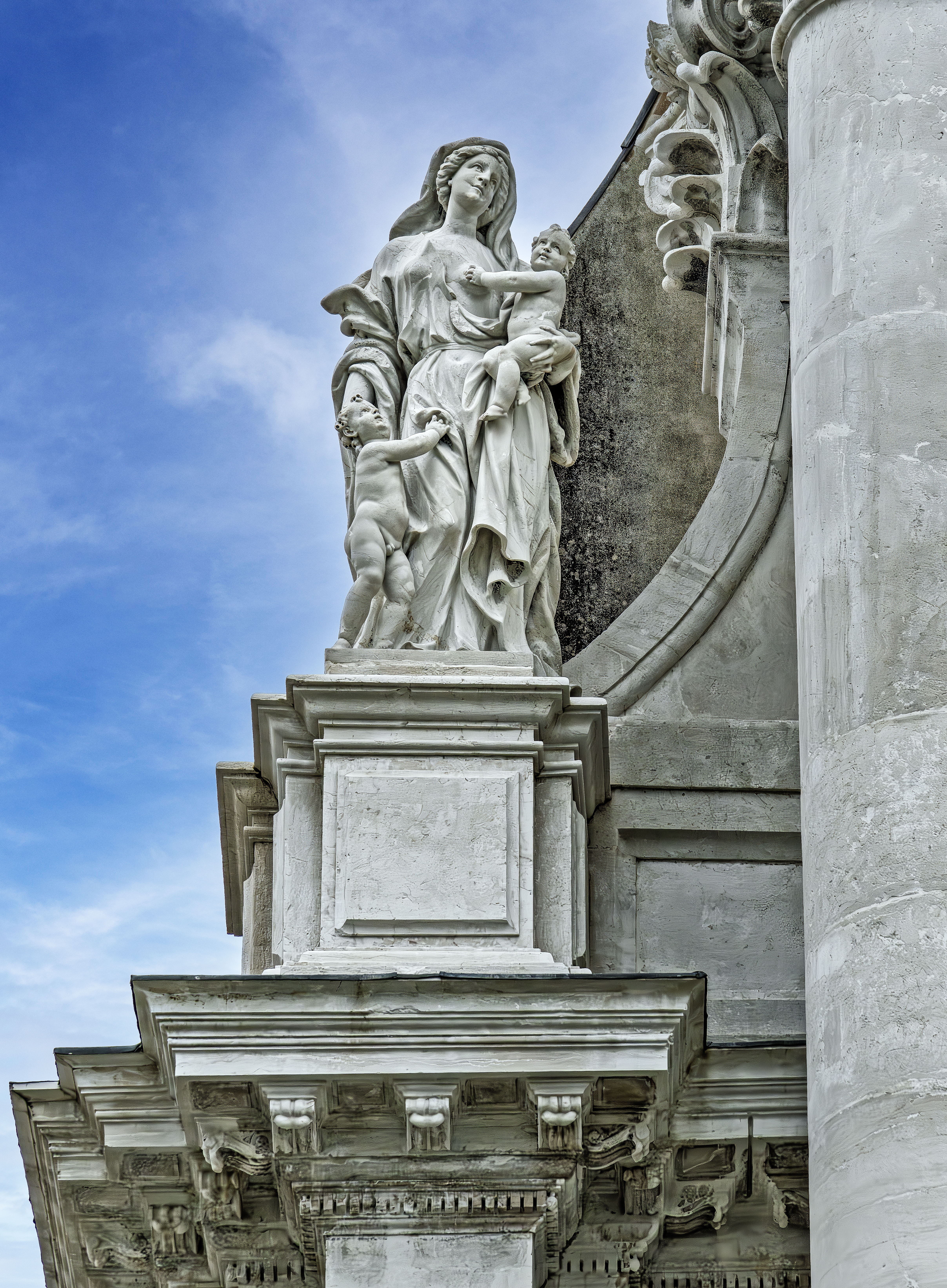
Allegorie de la Charité
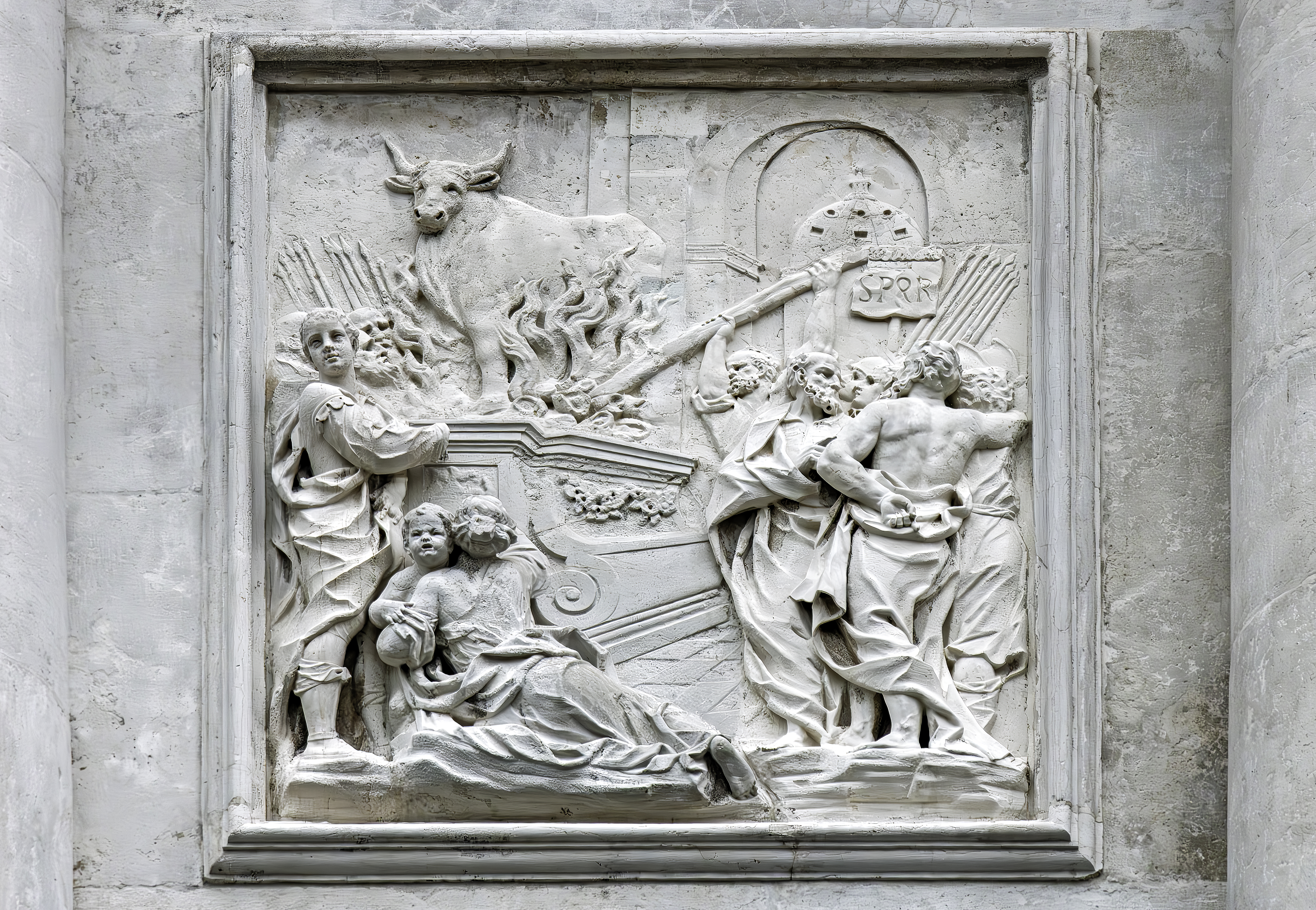
Martyre de Saint Eustache et de sa famille
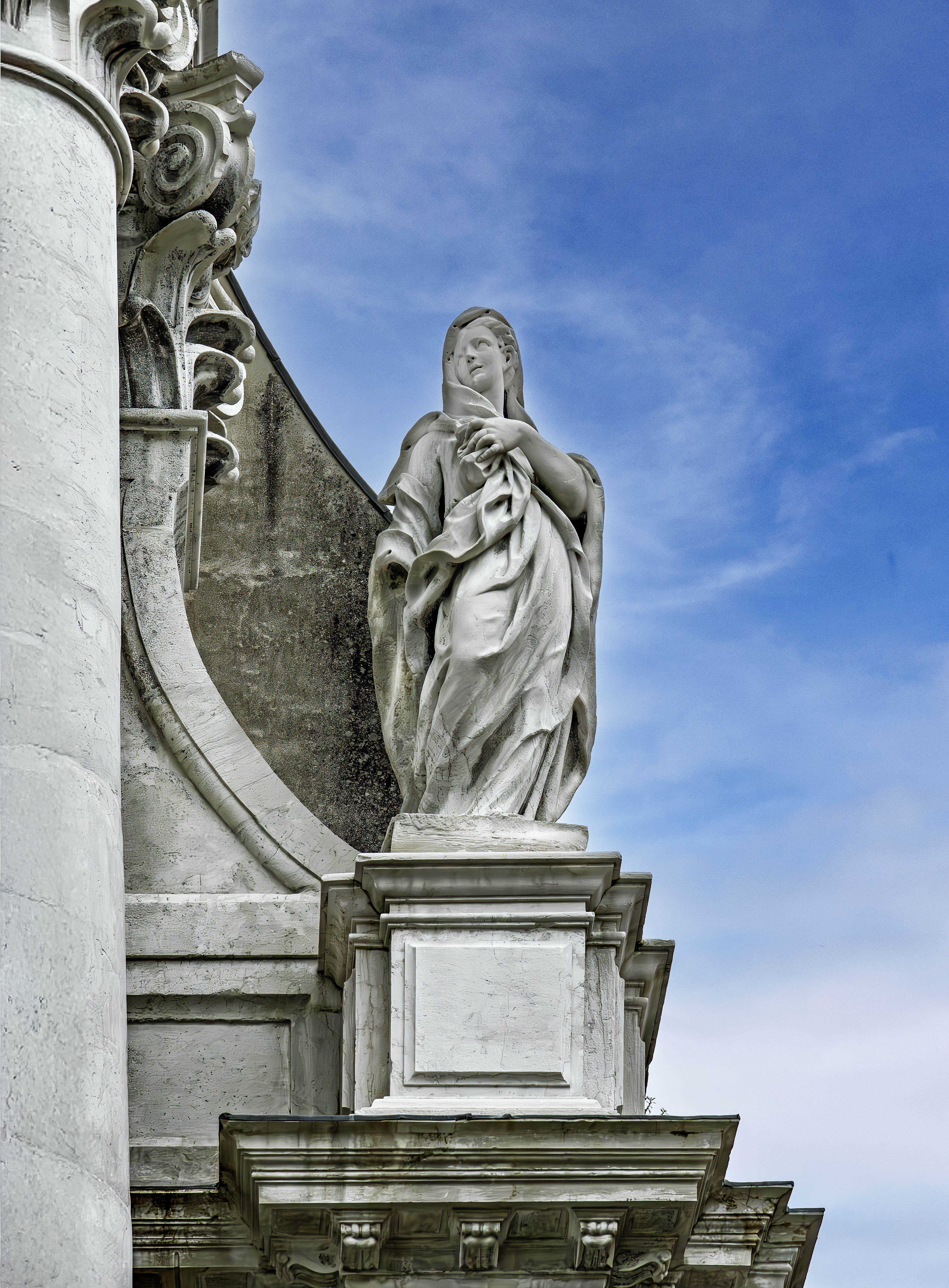
Allegorie de la Pitié

## Intérieur
À l'intérieur sont conservées des œuvres des plus célèbres artistes vénitiens du XVIIIe siècle : Giovanni Battista Piazzetta, Sebastiano Ricci (La Libération de saint Pierre), Giambattista Tiepolo (Le Martyre de saint Barthélémy), Giovanni Battista Pittoni (Le Supplice de saint Thomas),  Giovanni Antonio Pellegrini (Le Martyre de saint André), en particulier pour la série des Douze apôtres réalisée vers 1722-1723, grâce au legs testamentaire du noble vénitien Andrea Stazio.
Pittoni réalisa également L'Empereur Trajan ordonne à saint Eustache de consacrer les idoles païennes) dont le Musée des beaux-arts de Bordeaux conserve une esquisse Hadrien essayant de contraindre saint Eustache à adorer la statue de Jupiter.

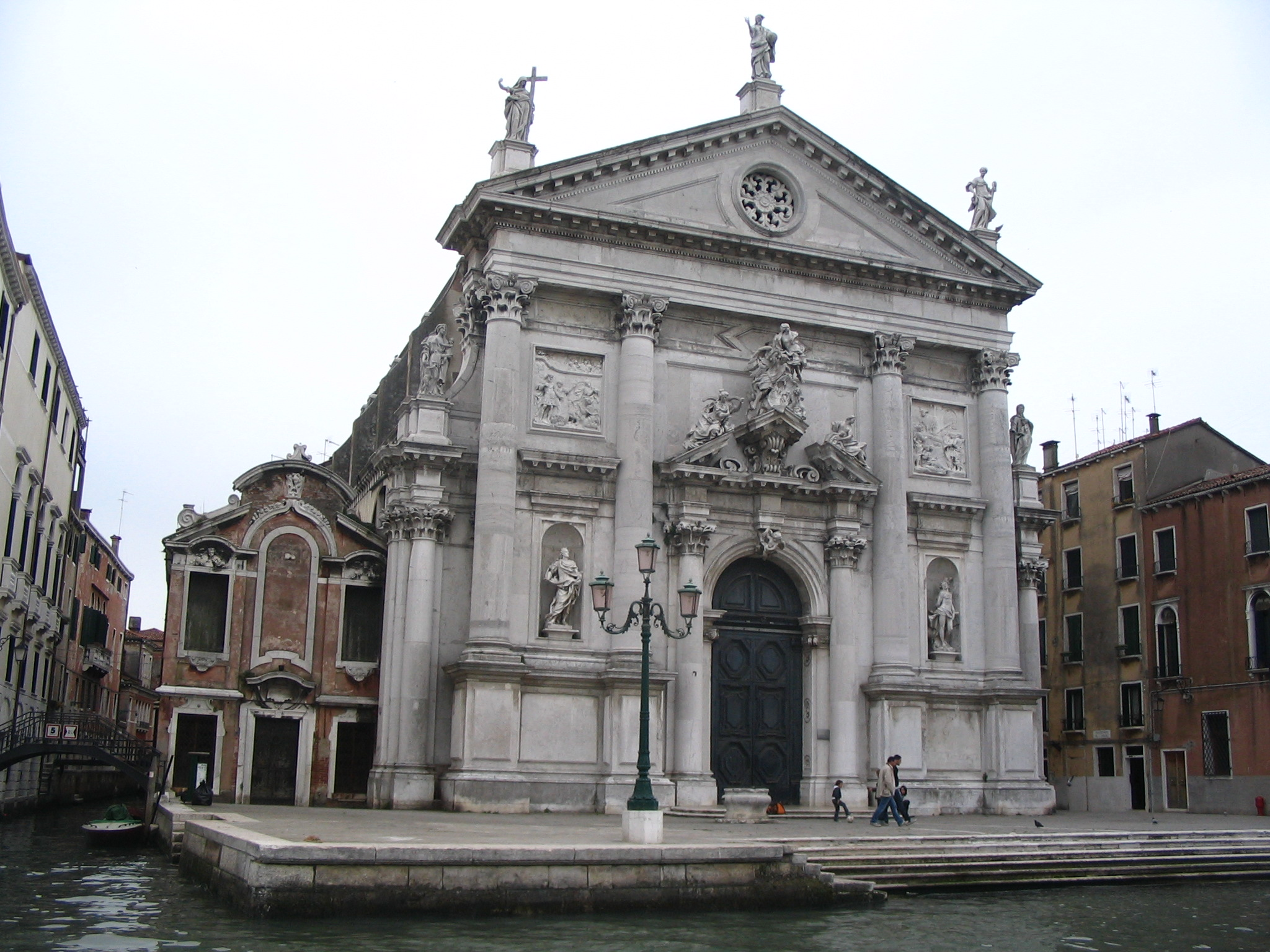
L'église et le bâtiment de la compagnie des tireurs et fileurs d'or: tira battioro
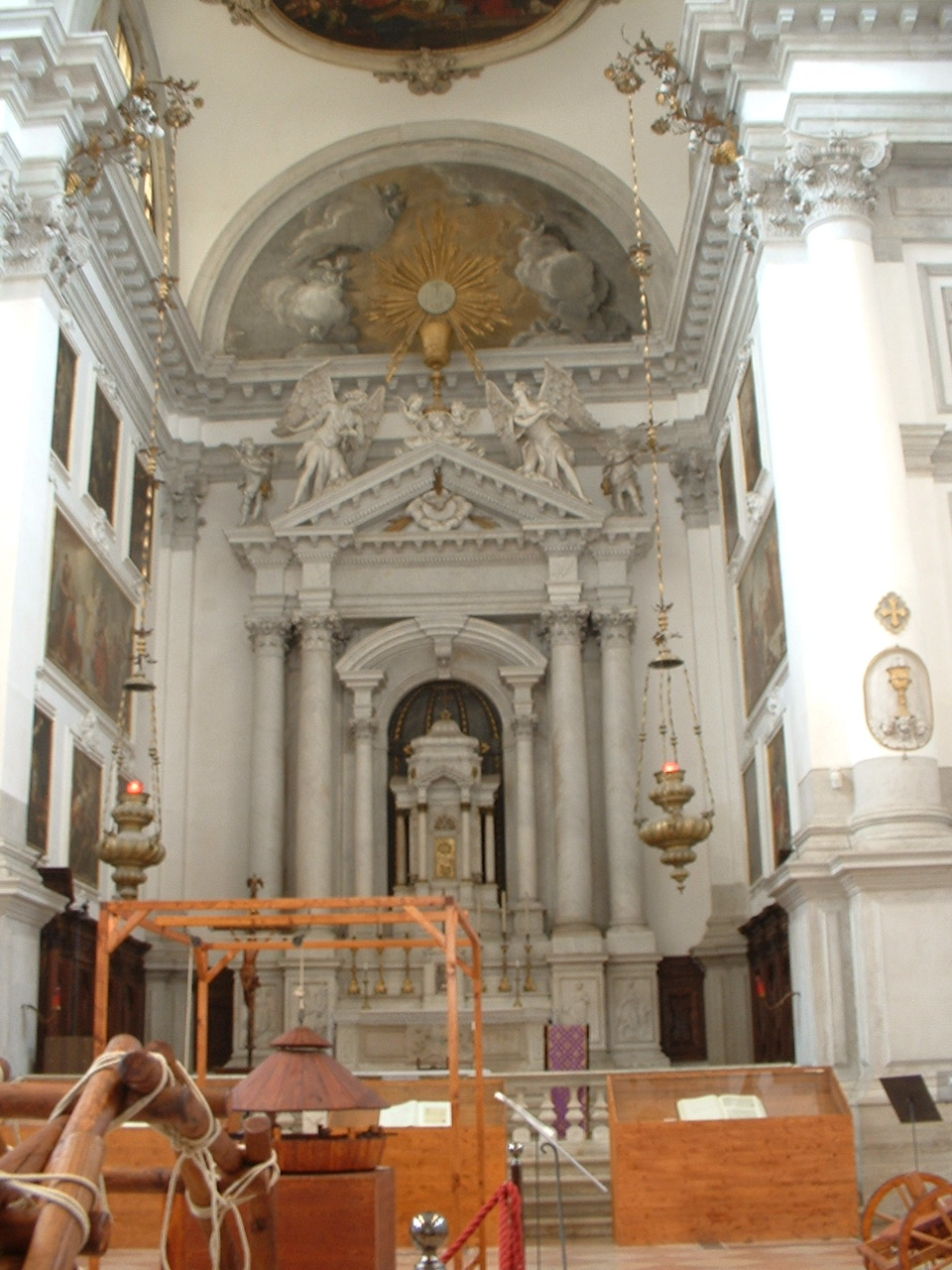
Vue de l'intérieur
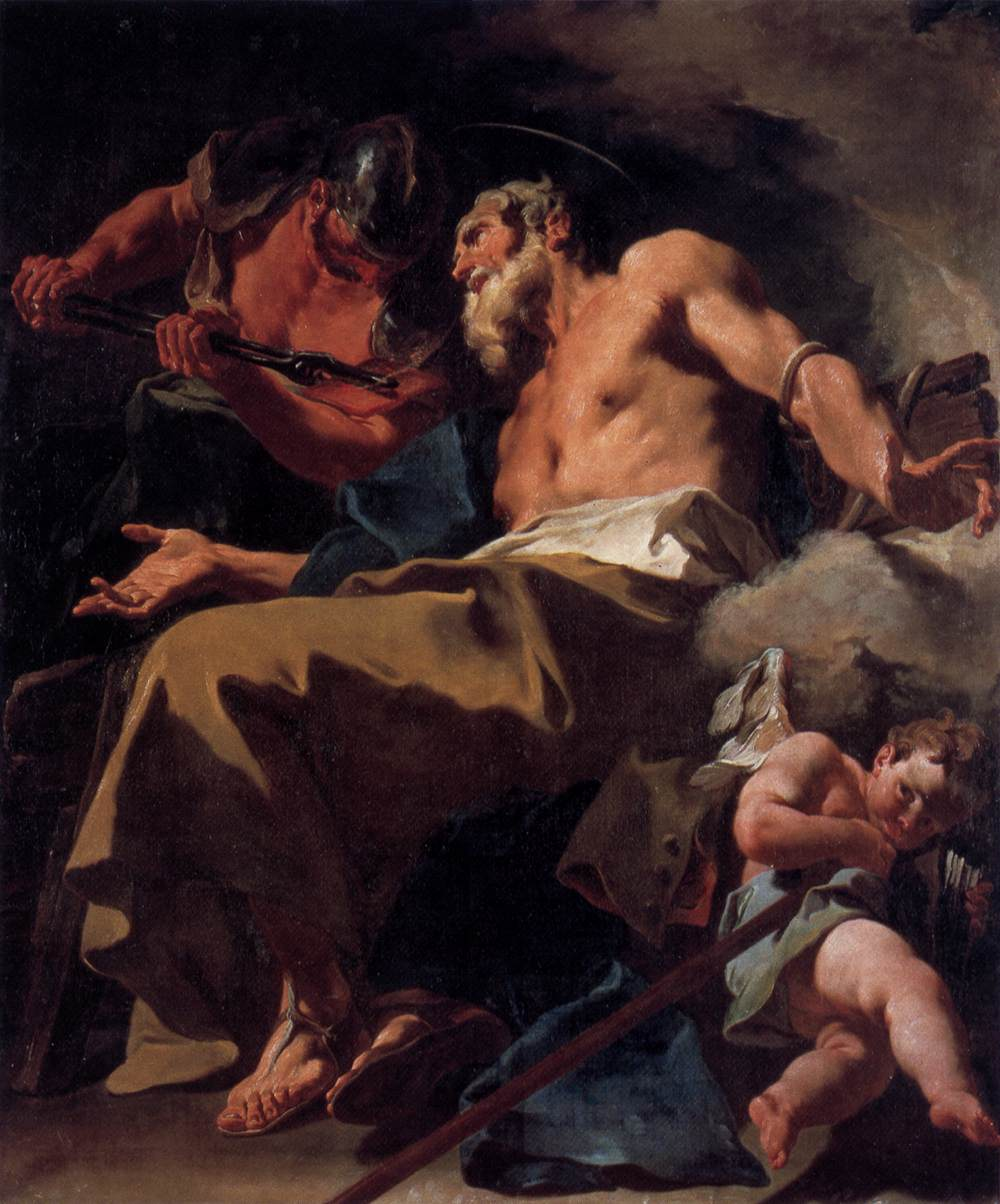
Giovanni Battista Pittoni, Le Supplice de saint Thomas
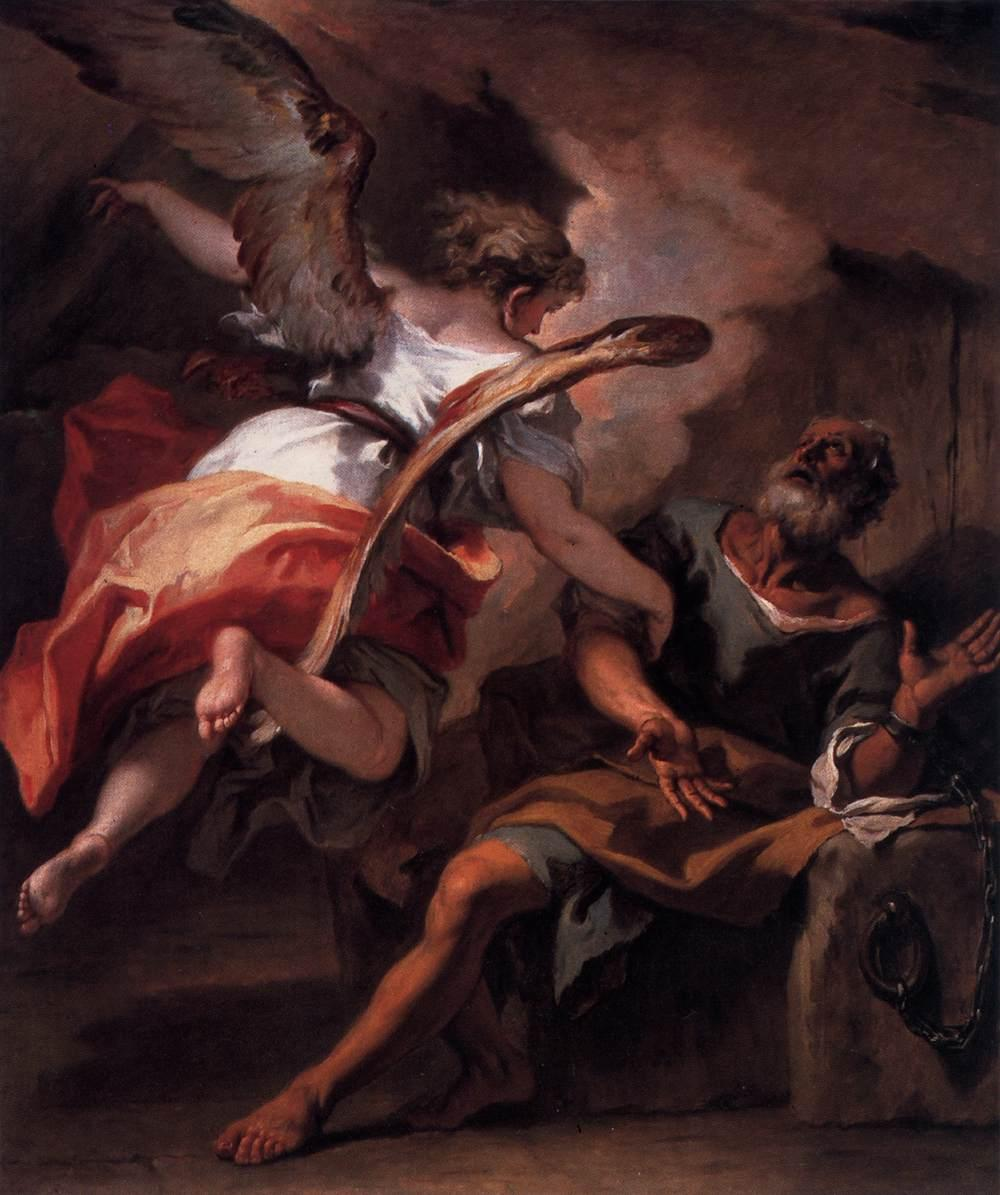
Sebastiano Ricci La Libération de saint Pierre, 1722
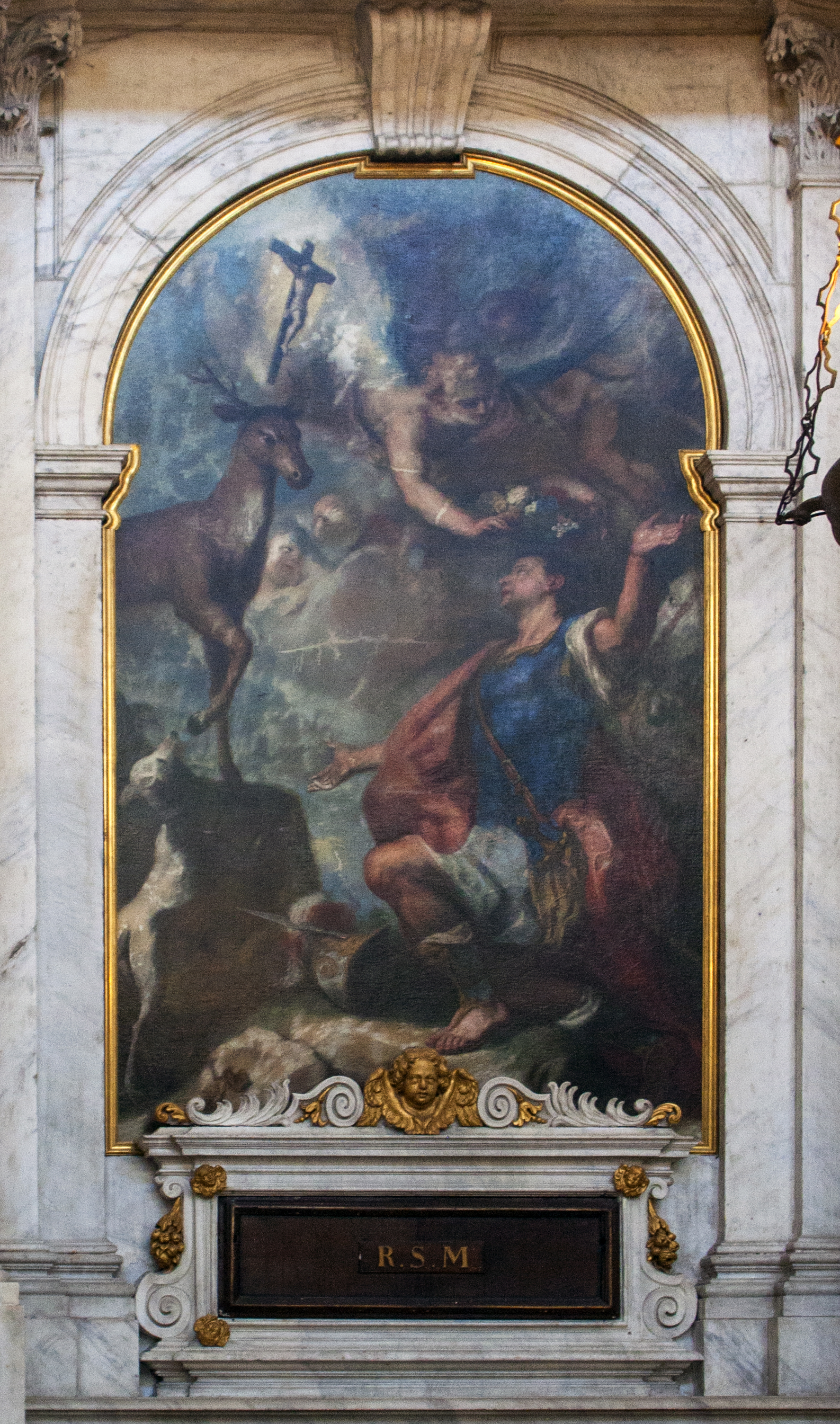
Giuseppe Camerata, La Vision de Saint Eustache (ap. 1710).